# 星影の人
『星影の人』（ほしかげのひと）は、柴田侑宏作の宝塚歌劇団のミュージカル作品。副題は「沖田総司・まぼろしの青春」。新撰組隊士・沖田総司と祇園の芸妓・玉勇の恋物語。
宝塚歌劇における、幕末劇ミュージカルの先駆けとなった作品のひとつ。

## 上演記録
1976年・1977年（雪組）
1976年6月25日から8月10日（第一回・新人公演：7月16日、第二回・新人公演：7月22日）に宝塚大劇場、同年9月4日から9月27日（新人公演：9月22日）に新宿コマ劇場（東京）で上演。翌年1977年の4月16日から5月14日と、9月8日から9月30日にかけて地方公演が行われた。下記に公演日程を示す。
- 4月16日 - 4月26日[4]　御所、和歌山、徳島、高松、松山、丸亀、岡山、倉敷、山口
- 4月27日 - 5月8日[4]　福岡市民会館
- 5月10日 - 5月14日[4]　伊勢、豊橋、前橋、浜松、富士、清水
- 9月8日 - 9月30日[4]　津山、鳥取、松江、境港、広島、甘木、久留米、長崎、伊万里、佐世保、福山

併演作は宝塚大劇場と新宿コマ劇場ではファンタスティックショー『Non,Non,Non』。地方公演ではショー『ビバ!タカラジェンヌ』。
宝塚大劇場公演の形式名は「ミュージカル・ロマン」で、13場。
- 宝塚の新人公演（第一回）と東京の新人公演の沖田総司役：真咲佳子（本役：汀夏子）[2]
- 宝塚の新人公演（第一回）と東京の新人公演の玉勇役：東千晃（本役：高宮沙千）[2]
- 宝塚の新人公演（第二回）の沖田総司役：山城はるか（本役：汀夏子）[2]
- 宝塚の新人公演（第二回）の玉勇役：城月美穂（本役：高宮沙千）[2]

2007年（雪組）
2007年2月2日から2月25日、中日劇場にて、雪組主演男役に就任した水夏希のお披露目公演として再演。また、同年9月15日から10月13日にかけて全国ツアーでも再演された（下記に公演日程を示す）。演出・振付に尾上菊之丞が外部から参加。
- 9月15日・16日・17日　梅田芸術劇場・メインホール（大阪市）
- 9月19日　前橋市民文化会館（群馬県）
- 9月20日　鴻巣市文化センター[クレアこうのす]（埼玉県）
- 9月22日　名取市文化会館（宮城県）
- 9月23日・24日　イズミティ21（宮城県）
- 9月26日　郡山市民文化センター（福島県）
- 9月27日　宇都宮市文化会館（栃木県）
- 9月29日・30日　新潟県民会館
- 10月1日　上越文化会館（新潟県）
- 10月3日　長野県県民文化会館
- 10月4日　まつもと市民芸術館（長野県）
- 10月6日　さいたま市文化センター（埼玉県）
- 10月7日・8日　市川市文化会館（千葉県）
- 10月10日　青森市文化会館（青森県）
- 10月12日・13日　北海道厚生年金会館

伴演作はどちらもダンシング・レビュー「Joyful!!Ⅱ」
2015年（雪組）
2015年5月2日から5月25日に博多座にて上演。演出は中村暁が担当。併演作は『ファンシー・ガイ!』
専科から華形ひかるが特別出演し、土方歳三役を務める。

## あらすじ
雨降る京都祇園町。沖田総司は新撰組の本拠に戻るために帰路についていた。そんな時、祇園の芸妓・玉勇に出会い、傘を貸してもらう。
その後様々な、偶然があり玉勇と何度も出会うようになり、2人はお互いに惹かれていった。が、その時すでに沖田総司の肺は病に冒されていた。
「残りわずかな人生でどこまで出来るか―――」
そんな決心をした所に、衝撃の玉勇の死。自分をかばって身代わりに死んだ玉勇の死を乗り越えていく。

## 配役
| 役名                                | 1976年 (大劇場) | 1976年 (東京) | 1977年 地方公演(春) | 1977年 地方公演(秋) | 2007年 中日劇場 | 2007年 全国ツアー | 2015年 博多座 |
| ----------------------------------- | --------------- | ------------- | ------------------- | ------------------- | --------------- | ----------------- | ------------- |
| 沖田総司（新撰組一番隊組長）        | 汀夏子          | 汀夏子        | 汀夏子              | 汀夏子              | 水夏希          | 水夏希            | 早霧せいな    |
| 玉勇（芸妓）                        | 高宮沙千        | 高宮沙千      | 東千晃              | 東千晃              | 白羽ゆり        | 白羽ゆり          | 咲妃みゆ      |
| 土方歳三（新撰組副長）              | 麻実れい        | 麻実れい      | 麻実れい            | 麻実れい            | 彩吹真央        | 音月桂            | 華形ひかる    |
| 近藤勇（新撰組局長）                | 沖ゆき子        | 沖ゆき子      | 曽我桂子            | 曽我桂子            | 汝鳥伶          | 汝鳥伶            | 奏乃はると    |
| 山南敬助（新撰組総長）              | 上條あきら      | 上條あきら    | 上條あきら          | 上條あきら          | 彩那音          | 彩那音            | 彩凪翔        |
| 井上源三郎（新撰組六番隊組長）      | 尚すみれ        | 尚すみれ      | 尚すみれ            | 尚すみれ            | 柊巴            | 沙央くらま        | 鳳翔大        |
| 山崎丞（新撰組監察方）              | 岸香織          | 岸香織        | 岸香織              | 岸香織              | 未来優希        | 未来優希          | 蓮城まこと    |
| 永倉新八（新撰組二番隊組長）        | 真咲佳子        | 真咲佳子      | 真咲佳子            | 真咲佳子            | 白帆凛          | 奏乃はると        | 央雅光希      |
| 斉藤一（新撰組三番隊組長）          | 萬あきら        | 萬あきら      | 萬あきら            | 萬あきら            | 彩夏涼          | 紫友みれい        | 真條まから    |
| 原田左之助（新撰組十番隊組長）      | 麻樹こずえ      | 千城恵        | 千城恵              | 千城恵              | 真波そら        | 真波そら          | 天月翼        |
| 藤堂平助（新撰組八番隊組長）        | 丘千明          | 丘千明        | ―                   |                     | 岬麗            | 衣咲真音          | 和城るな      |
| 桂小五郎（長州藩士）                | 常花代          | 常花代        | 常花代              | 常花代              | 凰稀かなめ      | 柊巴              | 彩風咲奈      |
| 佐藤忠四郎（新撰組新米隊士）        | 鳳城ひろき      | 鳳城ひろき    | 鳳城ひろき          | 鳳城ひろき          | 谷みずせ        | 谷みずせ          | 煌羽レオ      |
| 高木剛（新撰組隊士）                | 高汐巴          | 高汐巴        | 高汐巴              | 高汐巴              | 大凪真生        | 大湖せしる        | 真地佑果      |
| 横井良玄（医師）                    | 曽我桂子        | 曽我桂子      | 沙羅けい            | 沙羅けい            | 飛鳥裕          | 飛鳥裕            | 透真かずき    |
| 早苗（良玄の娘）                    | 麗美花          | 邦月美岐      | 邦月美岐            | 城月美穂            | 晴華みどり      | 晴華みどり        | 沙月愛奈      |
| おみよ（新撰組女中）                | 東千晃          | 東千晃        | 茜真弓              | 茜真弓              | 山科愛          | 山科愛            | 星乃あんり    |
| 喜久（新撰組屯所の大家）            | 睦千賀          | 睦千賀        | 睦千賀              | 睦千賀              | 鈴鹿照          | 灯奈美            | 梨花ますみ    |
| 加代（土方を狙う女性）              | 城月美穂        | 湖条千秋      | 湖条千秋            | 湖条千秋            | 花帆杏奈        | 花帆杏奈          | 桃花ひな      |
| 安紀（土方を狙う女性）              | 邦月美岐        | 四季乃花恵    | 五條愛川            | 亜蘭美香            | 純矢ちとせ      | 純矢ちとせ        | 此花いの莉    |
| 幾松（桂の恋人、芸妓）              | 志都美咲        | 城月美穂      | 城月美穂            | 五條愛川            | 天勢いづる      | 天勢いづる        | 白峰ゆり      |
| 明里（山南の恋人、遊女）            | 千花さち代      | 千花さち代    | 千花さち代          | 千花さち代          | 涼花リサ        | 涼花リサ          | 妃華ゆきの    |
| 染香（芸妓）                        | 松本悠里        | 松本悠里      | 加奈霞              | 加奈霞              | 灯奈美          | 灯奈美            | 早花まこ      |
| 市哉（芸妓）                        | 矢代鴻          | 矢代鴻        | 矢代鴻              | 矢代鴻              | 森咲かぐや      | 麻樹ゆめみ        | 笙乃茅桜      |
| 玉葉（舞妓）                        | 高ひづる        | 高ひづる      | 高ひづる            | 高ひづる            | 早花まこ        | 早花まこ          | 野々花ひまり  |
| 玉菊（舞妓）                        | 昇路みちる      | 昇路みちる    | 昇路みちる          | 昇路みちる          | 穂月はるな      | 穂月はるな        | 彩みちる      |
| おゆき（玉勇の女中）                | 茜真弓          | 茜真弓        | 久美まり            | 久美まり            | 愛原実花        | 千風カレン        | 星南のぞみ    |
| お島（郭の見張り人）                | ？              |               | 瀬戸千尋            | 瀬戸千尋            | ゆり香紫保      | ゆり香紫保        | 愛すみれ      |
| 篠原幸三郎（新撰組隊士/勤皇派浪士） | ？              |               | 波切洋              | 波切洋              | 香音有希        | 透真かずき        | 鳳華はるな    |
| 並木祐一郎（新撰組隊士/勤皇派浪士） | ？              |               | 克沙千世            | 克沙千世            | 凰華れの        | 詩風翠            | 水月牧        |
| 江波大介（新撰組隊士）              | ―               |               | ―                   |                     | 桜寿ひらり      | 桜寿ひらり        | 諏訪さき      |
| 松本吉次郎（新撰組隊士）            | ―               |               | ―                   |                     | 涼瀬みうと      | 涼瀬みうと        | 星加梨杏      |
| 豆福（舞妓）                        | ―               |               | ―                   |                     | 美乃ほのか      | 美乃ほのか        | 夢乃花舞      |
| 豆千代（舞妓）                      | ―               |               | ―                   |                     | 千はふり        | 希世みらの        | 華蓮エミリ    |
| 花鶴（舞妓/芸妓）                   | ―               |               | ―                   |                     | 鞠輝とわ        | 鞠輝とわ          | 水沙瑠流      |

注釈
1. ↑  2007年の全国ツアーでは喜久役と2役

## 主な楽曲
- 星影の人
- 生きるときめき
- 星が近くに見える（作詞：柴田侑宏 作曲：平尾昌晃）
- あなたの方がしあわせ
- 祈り
- 早苗とおみよ
- 花の祗園町（作詞：柴田侑宏 作曲：寺田瀧雄）
- 加代と安紀
- 新選組
- 山南と明里（作曲：寺田瀧雄）

## スタッフ
※不明点は空白とする。
|            | 1976年 （宝塚）   | 1976年 （東京）   | 1977年            | 2007年                     | 2015年   |
| ---------- | ----------------- | ----------------- | ----------------- | -------------------------- | -------- |
| 作         | 柴田侑宏          | 柴田侑宏          | 柴田侑宏          | 柴田侑宏                   | 柴田侑宏 |
| 演出       | 柴田侑宏          | 柴田侑宏          | 柴田侑宏          | 尾上菊之丞                 | 中村暁   |
| 作曲       | 平尾昌晃          | 平尾昌晃          | 平尾昌晃          | 平尾昌晃                   |          |
| 作曲：編曲 | 寺田瀧雄          | 寺田瀧雄          | 寺田瀧雄          | 寺田瀧雄 吉田優子          |          |
| 編曲       | 河崎恒夫          | 河崎恒夫          | 河崎恒夫          | 河崎恒夫                   |          |
| 音楽指揮   | 溝口堯            |                   |                   |                            |          |
| 振付       | 西川りてふ        | 西川りてふ        | 西川りてふ        | 尾上菊之丞 花柳萩 尾上青楓 |          |
| 殺陣       | 西川りてふ        |                   |                   |                            |          |
| 装置       | 黒田利邦          |                   |                   |                            |          |
| 衣装       | 小西松茂 中川菊枝 | 小西松茂 中川菊枝 | 小西松茂 中川菊枝 | 任田幾英                   |          |
| 照明       | 今井直次          |                   |                   |                            |          |
| 音響       | 松永浩志          |                   |                   |                            |          |
| 小道具     | 上田特市          |                   |                   |                            |          |
| 効果       | 中田正廣          |                   |                   |                            |          |
| 演出助手   | 村上信夫          | 村上信夫          | 村上信夫          | 植田景子                   |          |
| 制作       | 橋本雅夫          |                   |                   |                            |          |
| 監修       | 結束信二          |                   |                   |                            |          |